# Bernd Juds
Bernd Juds (* 15. Mai 1939 in Berlin; † 16. April 2004 ebenda) war ein deutscher Publizist und Schriftsteller. Er veröffentlichte auch unter dem Pseudonym Bernd Gerhardsen.

## Leben
Juds studierte Anfang der 1960er Jahre in Berlin Jura und Publizistik. Er volontierte beim Mannheimer Morgen und wurde Journalist, insbesondere für den Hörfunk. Sein Vergleich der Lieder der Bundeswehr, der Nationalen Volksarmee und der Wehrmacht führte dazu, dass die Bundeswehr ihr Liederbuch überarbeitete. Auch die Bibliotheken der Bundeswehr untersuchte er und entdeckte darin viele nationalsozialistische Propagandaliteratur.
Nach der Wende gründete er in Lübben die Mozartgesellschaft Berlin-Brandenburg. Bereits seit 1971 war er Mitglied im Verband deutscher Schriftsteller. Er war mit Ingrid Juds-Varduhn (1938–2013) verheiratet.
Juds schrieb Hörspiele, Radio-Features, Lyrik, Aphorismen und Straßentheater. Er sprach zwölf Sprachen und übersetzte aus dem Englischen, Französischen, Polnischen, Serbokroatischen, Italienischen, Spanischen, Neugriechischen, Lateinischen und Sorbischen.

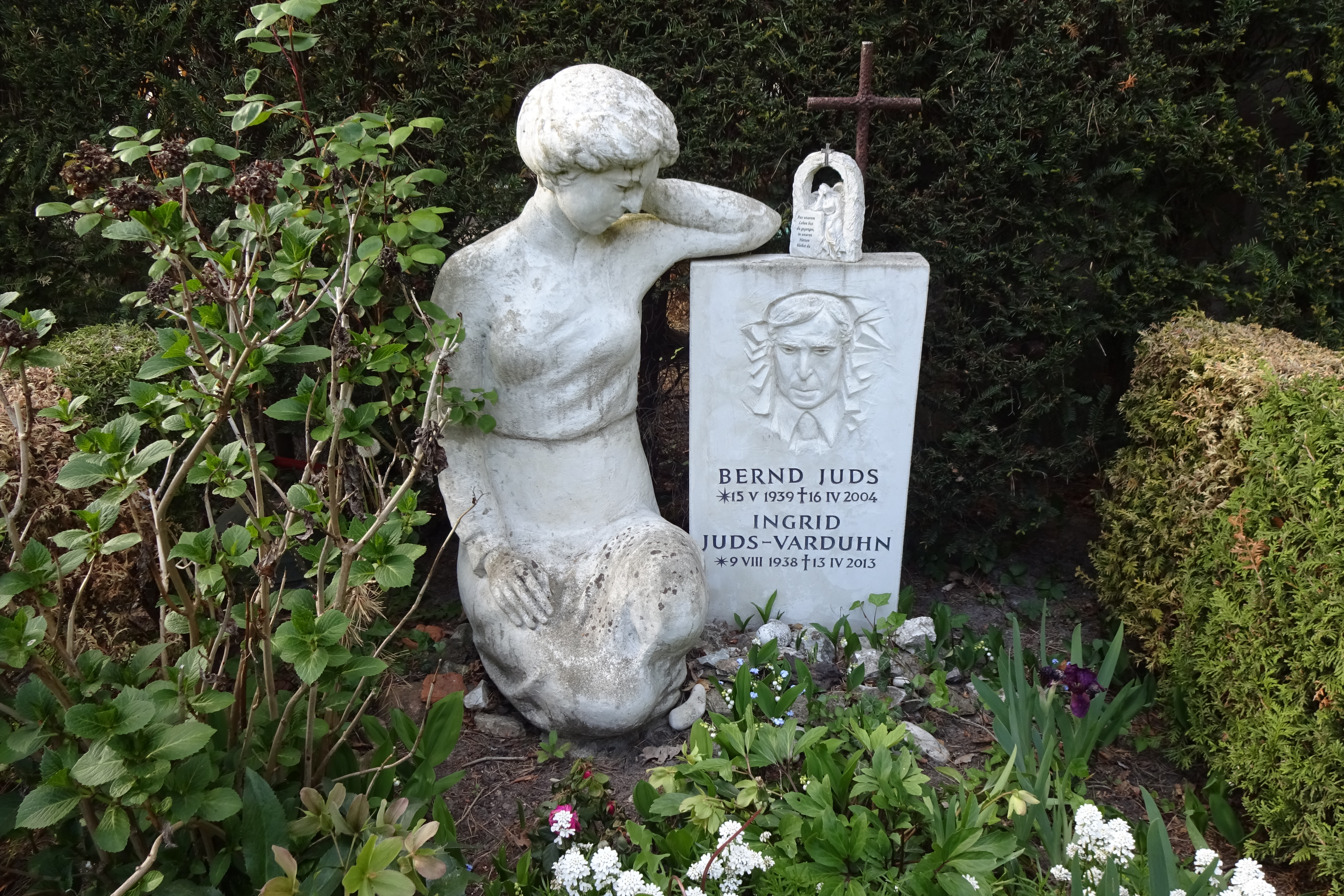
Grabstätte

Bernd Juds starb 2004 im Alter von 64 Jahren in Berlin. Sein Grab befindet sich auf dem Evangelischen Kirchhof Nikolassee.

## Werke
Hörfunk:
- Stichwort Sao Paulo. 1955 (Kinderhörspiel)
- Schiesst sich’s mit Dwinger leichter? 1967 (Feature)
- Wem gehört eine Landschaft? 1968 (Hörstück)
- Halbstadtrundfahrt. 1969 (Hörstück)
- Bären, Befreit, Bosnafolklor. 1970, 1971 (Hörstück)
- Slawen an der Spree. 1972 (Hörstück)
- Na Chwileczke bei „Himmlerstadt“. 1972 (Hörstück)
- Die große Ostermär vom Ostermarsch. 1972 (Hörspiel)
- Zähl mal bis 501. 1972 (Hörspiel)
- Atatürk, Kunststoff, Goldbronziert. 1973 (Hörstück)
- Forst. 1974 (Hörstück)
- Ein noch ungeahntes Fest. 1970 (Funkerzählung)
- Abschied von Meinemberlin. 1970 (Lyrikzyklus)
- Vier Reisen zu entferntesten Inseln. 1970 (Hörprosa)
- Olymp(i)ade! 1971 (Lyrikzyklus)
- … und deutscher Sang. 1979 (Sprechstück)
- Die Reihen fest geschlossen - Dass es nur so kracht. 1980 (Hörfolge)
- Später am Kreuzberg. 1982 (Erzählung)
- Indianer. 1983 (Hörstück)
- Insel. 1987 (Hörspiel)

Gedrucktes:
- Am Bitterfelder Weg und weiter westlich – Deutsche Lyrik, analysiert und kritisiert. In: Hans Abich (Hrsg.): Versuche über Deutschland. Schünemann, Bremen 1970, ISBN 3-7961-4275-3, S. 229–245
- Momir Vojvodić; übersetzt und eingeleitet von Gabriella Schubert, Nachdichtungen von Bernd Juds: Aus den Quellen meiner Berge. Deutsch-Jugoslawische Kulturgesellschaft, Berlin 1981 (Gedichte und Aphorismen)
- Gedichte und Aphorismen. In: Friedolin Reske (Hrsg.): Stierstädter Gesangbuch. Verlag Eremiten-Presse, Stierstadt 1968
- Gedichte und Aphorismen. In: Dieter Hülsmanns (Zusammenstellung): Schaden, spenden. Anleitungen, mißvergnügt und das Leben verdrießlich zu machen. Eremiten-Presse, Stierstadt [u. a.] 1972
- Bernd Juds (Text), Martin Thomas (Fotos): Jugoslawische Adria. Bucher, München und Luzern 1990, ISBN 3-7658-0616-1
- Ernst Gertsch; herausgegeben, bearbeitet und ergänzt von Bernd Juds: Der schönste Platz der Welt. Skizzen und Erinnerungen. Schlaefli, Interlaken 1997, ISBN 3-85884-054-8